# United States of Anarchy
United States of Anarchy è il terzo album in studio della thrash metal band statunitense Evildead, pubblicato nel 2024 dalla SPV GmbH.

## Descrizione
Pubblicato dopo ventinove anni dal secondo disco presenta nove tracce. La copertina ancora una volta disegnata da Edward J.Repka

## Tracce
1. The Descending – 3:12
2. Word of God – 3:05
3. Napoleon Complex – 3:08
4. Greenhouse – 3:59
5. Without a Cause – 3:06
6. No Difference – 4:20
7. Blasphemy Divine – 2:57
8. A.O.P. / War Dance – 5:21
9. Seed of Doubt – 5:28
10. Planet Claire 2020 (bonus track presente nel LP) – 4:03

Durata totale: 38:39

## Formazione
- Phil Flores – voce
- Juan Garcia – chitarra
- Albert Gonzales - chitarra
- Karlos Medina – basso
- Rob Alaniz – batteria